# リュウノウギク
リュウノウギク（竜脳菊）はキク科キク属の多年草で、いわゆる野菊の1種。晩秋に花をつけ、茎がひょろりとして頼りないが、キクによく似た花姿である。

## 特徴
和名のリュウノウギクは、茎や葉の香りが、中国から伝わった竜脳（リュウノウジュから採れる精油）という香料に似ている事に由来する。実際には樟脳に近い香りで、成分としても樟脳が多い。
関東や近畿では普通種。日本固有種。日本の福島県、新潟県以南の本州・四国・九州の一部（宮崎県まで）に分布する多年草。地下茎は長く伸びて、まばらに複数の茎を立てて株立ちになり、小さな群落を作る。山地や丘陵に生える多年草で、低山の森林周辺に多く、特に林縁部の日向に出る。自然な地形では崖地に出現する。道路脇の切り通しなどによく出現するが、開けた草原に出るものではなく、河川の土手などで見ることもない。また石灰岩地によく見られるとも。
草丈は30 - 50センチメートル (cm) で、茎は細くてやや立ち上がり、茎の下部は木質化するが、細くて頼りない。真っ直ぐ立ち上がることは少なく、斜めに伸びるか、斜面から垂れ下がる。
葉は長さ4 - 8 cm、大まかには楕円形、おおよそは三つに浅く裂けて、さらに粗い鋸歯がある。表面は緑色で毛があってつや消し、裏面は短い毛が密生して白っぽくなっている。ちなみにこの毛はT字型になっている。基部には短い葉柄があって、葉身から少し流れる
花期は10 - 11月。ヨメナやノコンギクなどよりは遅い。花は茎の先端に単独か、せいぜい2 - 3個だけ着く。径2.5 - 5cm、外側には白い舌状花が並び、真ん中の管状花は黄色。舌状花は楕円形でヨメナなどよりずっと丸みがある。
果実は痩果で、先端が斜め切形の倒披針形で、長さは約1.5ミリメートル。縦の稜があり、花冠が取れたあとに小さな突起がある。舌状花と筒状花の痩果はともに、冠毛がなく、まるで目立たない。

## 利用
花期の茎葉には、エル・カンフェン、シエル・カンフェンなどの精油0.8%や、葉緑素であるクロロフィルなどを含んでいる。精油は肌につけると、つけた部分の血液循環を促進して、筋肉の痛みを和らげる作用がある。
採取は、10月ころの開花した茎葉を根元から刈り取り、粗く刻んで陰干しにする。陰干ししたリュウノウギクを布袋に入れて、浴湯料として風呂に入れると、精油が軽く肌を刺激して血液循環をよくして体を温めて、肩こり、腰痛、筋肉痛、痛風、打ち身、便秘、胃弱、低血圧、冷え症などに良いとされる。腰痛、ひざ痛に、生の茎葉をすり潰して、少量のショウガを加えてガーゼに塗って湿布する用法も知られている。

## 分類
キク属には多くの種があり、特に白い舌状花をつけるものは互いによく似ている。ただし多くは海岸生のもので、また分布域も異なっている。多くは狭い地域の固有種である。
この種の種内変異としてはワカサハマギク var. wakasaense (Shimotomai) Kitam. がある。一回り大きく、福井県から鳥取県の海岸と伊吹山などの石灰岩地に分布する。基本変種から染色体数が倍増したものと考えられている。
なお、この類は染色体数が倍増する倍数性が明確で、2n=18のものから2n=90までが見られる。これは各地で倍数性による変異が生まれ、それがそれぞれに固有種になっていったという経緯があると考えられる。その中でリュウノウギクは白い舌状花をつけるものでは唯一の2n=18の種である。